# 卢拉 (努奥罗省)

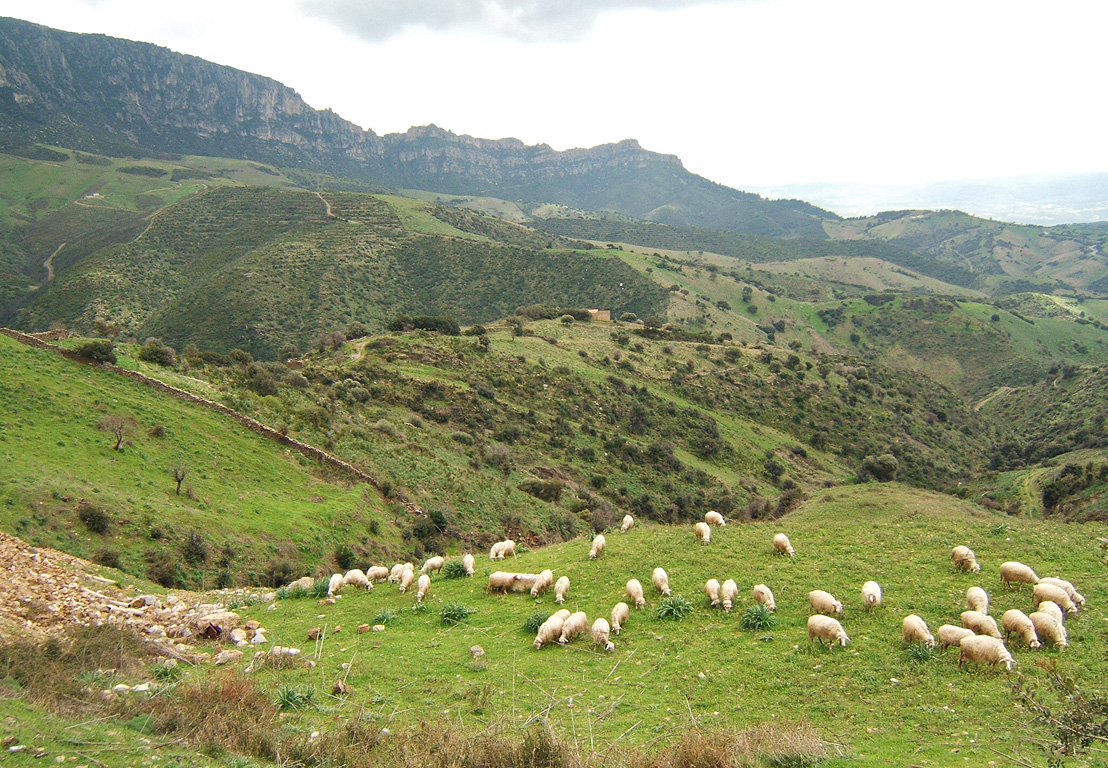
风景

卢拉（義大利語：Lula）是意大利撒丁大区努奧羅省内的市镇，位于省会努奥罗东北约40公里处。面积为149平方公里，人口数量为1,395人（2017年）。